# Mariene ecoregio Paaseiland
De Mariene ecoregio Paaseiland (163) (Engels: Easter Island marine ecoregion) is een biogeografische regio en ligt in het zuidoosten van de Grote Oceaan in de Mariene provincie Paaseiland (42) in het Marien rijk Oostelijke Indo-Pacific. De mariene ecoregio is vastgesteld door het World Wide Fund for Nature en The Nature Conservancy en is vernoemd naar Paaseiland.
Het gebied grenst niet aan andere mariene ecoregio's.

## Geografie
De mariene ecoregio ligt in het zuidoosten van de Grote Oceaan rond de Chileense archipel van Paaseiland.

## Biogeografie
Het gebied kent zeeleven dat houdt van tropische temperaturen.